# Rodrigo Pimpão
Rodrigo Pimpão Viana, genannt Rodrigo Pimpão, (* 23. Oktober 1987 in Curitiba) ist ein brasilianischer Fußballspieler.

## Karriere
Rodrigo Pimpãos Karriere begann bei Paraná Clube. Nachdem er in die erste Mannschaft gezogen wurde, folgten erste Einsätze in der Série B. Infolgedessen verpflichteter der brasilianische Erstligist Vasco da Gama den Stürmer und verlieh ihn nacheinander an Paraná Clube, den beiden japanischen Erstligisten Cerezo Osaka und Ōmiya Ardija sowie AA Ponte Preta und América Mineiro. In dieser Zeit bestritt er auch sein erstes Erstligaspiel und lief in zahlreichen Partien der jeweiligen Staatsmeisterschaften auf.
Im Jahre 2013 verpflichtete der südkoreanische Verein Suwon Samsung Bluewings den Stürmer. Doch nach nur einem Ligaeinsatz folgte der Wechsel nach América FC (RN). Danach folgte der Wechsel nach Iran zu Tractor Sazi Täbris. Doch auch hier zog es ihn nach wenigen Einsätzen zurück nach Brasilien zu América FC (RN). Trotz seiner 15 Tore und sieben Vorlagen in 34 Einsätzen stieg der Verein als 17. in die Serié C ab.
Da diese Leistungen nicht unbeachtet blieben, nahm der Erstligist Botafogo FR ihn unter Vertrag. Nach einer Halbserie schloss er sich dem Emirates Club an. Er schoss ein Tor und gab sieben Vorlagen in 21 Spielen. Nach diesem Intermezzo in den Vereinigten Arabischen Emiraten folgte die Rückkehr zu Botafogo. Dort spielte er bis Ende 2019 und wechselte danach weiter zum CS Alagoano in die Serié B. Seitdem tingelt der Spieler durch unterklassige Klubs seiner Heimat.

## Erfolge
Vasco da Gama
- Campeonato Brasileiro Série B: 2009

Tractor Sazi
- Hazfi Cup: 2013/14

Botafogo
- Staatsmeisterschaft von Rio de Janeiro: 2018

CSA
- Staatsmeisterschaft von Alagoas: 2021